# Trapez
Trapéz (starogrško τράπέζιου: trápézioi - mizica; starogrško τράπεζα: trápeza - miza, jed) je v ravninski geometriji štirikotnik z dvema vzporednima stranicama. Vzporedni stranici a in c sta osnovnici, b in d sta kraka. Nekateri avtorji opredeljujejo trapez kot štirikotnik s točno enim parom vzporednih stranic, kar izključuje paralelograme kot posebne primere trapezov, večina matematikov pa upošteva prvo definicijo, ki vključuje paralelograme.

## Opredelitve
Konveksni štirikotnik je trapez, če in samo če sta sosednja kota (ob krakih) suplementarna, oziroma, če je njuna vsota enaka 180 stopinj. Za sosednja osnovna kota to ne velja.
Drugi potrebni in zadostni pogoj je, da je razmerje med odseki delitve diagonal enako - to razmerje je enako kot med dolžinami osnovnic.
Konveksni štirikotnik je tudi trapez, če in samo če diagonali delita štirikotnik na štiri trikotnike, katerih nasprotni par stranic je podoben.

## Posebni primeri
V enakokrakem trapezu sta osnovna kota skladna, dve nasprotni stranici sta vzporedni, drugi pa imata enako dolžino. Diagonali imata enako dolžino. Vsak šrikotnik, ki ima eno os simetrije, je ali enakokraki trapez ali pa deltoid. Enakokraki trapez je tudi tetivni štirikotnik.
V pravokotnem trapezu sta dva para pravokotnih stranic.
Poseben primer trapeza je paralelogram, glede na splošno sprejeto definicijo trapeza.

## Srednjica in višina
Srednjica je daljica, ki veže središči nevzporednih stranic b in d, in je vzporedna osnovnicama. Njena dolžina je srednja vrednost osnovnic a in c:
{\displaystyle m={\frac {a+c}{2}}\!\,.}
Višina trapeza (oznaka v) je pravokotna razdalja med osnovnicama (ozačujemo jo tudi s h - height, glej sliko).

## Obseg
Obseg trapeza je skupna dolžina vseh stranic:
{\displaystyle o=a+b+c+d\!\,.}

## Ploščina
Ploščina trapeza je enaka:
{\displaystyle p={\frac {(a+c)v}{2}}=mv\!\,,}
Na ploščino trapeza lahko gledamo kot na produkt višine in srednje vrednosti vzporednih stranic.
Za ploščino lahko uporabimo tudi drug obrazec, če poznamo le dolžine stranic. Če so stranice a, b, c in d, a in c pa sta vzporedni (kjer je a daljša od obeh vzporednih stranic), velja:
{\displaystyle p={\frac {a+c}{4(a-c)}}{\sqrt {(a+b-c+d)(a-b-c+d)(a+b-c-d)(-a+b+c+d)}}\!\,.}
Obrazec ne velja, če sta vzporedni stranici a in c enaki, ker je v imenovalcu vrednost enaka nič, kar vodi do deljenja z nič. V tem primeru je trapez nujno paralelogram (in tudi b = d in je lahko lik le romb ali kvadrat), tako da je tudi števec enak nič. Dejansko stranice paralelograma niso dovolj, da določimo njegovo ploščino. Ploščina paralelograma s stranicama a in b lahko zavzame vrednost med »a b« in nič. 
Če je manjša vzporedna stranica c enaka nič, ta obrazec postane Heronov obrazec.